# Persona (série de jeux vidéo)
Vous lisez un « article de qualité » labellisé en 2017.
Pour les articles homonymes, voir Persona.
Persona (ペルソナ, Perusona), également connu sous le nom de Shin Megami Tensei: Persona, est une série de jeux vidéo de rôle développée puis publiée dans un premier temps par Atlus. La série est un spin-off de la franchise Megami Tensei, et est originellement basée sur le contexte scolaire de Shin Megami Tensei if.... Le premier jeu vendu en 1996, Revelations: Persona, est ensuite suivi par neuf autres (cinq jeux principaux et quatre spin-off) dont le dernier, Persona 5, est publié en 2016 au Japon. La série doit son nom au fait que les joueurs se battent aux côtés de Personas qui sont la manifestation de leur personnalité durant les batailles.
Persona commence comme un spin-off basé sur l'environnement apprécié de If…. Ses caractéristiques récurrentes sont un contexte scolaire, un groupe de lycéens comme protagonistes, un héros muet semblable à la franchise mère Megami Tensei et les combats utilisant des Personas. Depuis la sortie de Persona 3 en 2006, la série principale utilise un système de liens sociaux tiré des jeux de drague qui influe directement sur l'évolution des Personas. Les personnages principaux sont dessinés par le co-créateur de la série Kazuma Kaneko (Persona et Persona 2) et Shigenori Soejima (dès Persona 3). Son thème général est l'exploration de la psyché humaine et la façon dont les personnages trouvent leur véritable « moi ». Les concepts récurrents et les éléments de conception de la série s'appuient sur la psychologie analytique et les archétypes, ainsi que sur de multiples mythologies du monde et de la littérature populaire.
Revelations: Persona est le premier jeu de rôle de la série Megami Tensei à être commercialisé en Occident. À partir de Persona 2: Eternal Punishment, les traductions anglaises ont commencé à rester fidèles aux versions japonaises, sous la pression d'Atlus. La série est très populaire sur le plan international, devenant le spin-off de Megami Tensei le plus connu, ce qui a permis l'établissement de la franchise mère ainsi que du développeur Atlus en Amérique du Nord. À la suite de la publication de Persona 3 et 4, la série devient populaire en Europe. Depuis la sortie du premier jeu Persona, la série s'est vendue à treize millions d'exemplaires dans le monde entier, ce qui constitue une partie importante des ventes totales de la franchise Megami Tensei. Il existe de nombreuses adaptations, y compris sous forme d'animes, de séries théâtrales, de novélisation, de mangas ou de pièces de théâtre.

## Titres

### Jeux principaux
- Revelations: Persona[note 1] est le premier jeu de la série. Il est édité en 1996 au Japon et en Amérique du Nord sur PlayStation[2],[3]. Une adaptation pour Microsoft Windows est réalisée au Japon en 1999[4]. Le jeu est également adapté pour PlayStation Portable en 2009 pour le Japon et pour l'Amérique du Nord sur support physique et distribution numérique, et en 2010 pour l'Europe sous forme numérique[5],[6],[7]. Le jeu relate l'histoire d'un groupe d'élèves du lycée St. Hermelin High forcés de faire face à une épidémie de démons dans leur ville natale Mikage-cho[8].
- Persona 2: Innocent Sin est le deuxième jeu de la série publié au Japon en 1999 sur PlayStation[2]. Après le succès de l'adaptation sur PSP de Revelations: Persona, l'adaptation du deuxième jeu est acceptée. Pour cette version, des ajustements sont effectués de sorte qu'elle se joue en tant que suite avec des fonctionnalités ajoutées et un nouveau scénario[9],[10],[11]. L'adaptation est distribuée dans toutes les régions en 2011[12],[13],[14]. Le jeu relate l'histoire de Tatsuya Suou, un élève de Seven Sisters High confronté à des phénomènes générés par des rumeurs modifiant la réalité dans la ville côtière de Sumaru[15].
- Persona 2: Eternal Punishment est le troisième jeu de la série publié en 2000 au Japon et en Amérique du Nord sur PlayStation[16],[17]. Comme pour Innocent Sin, il est adapté sur PSP en incluant également un nouveau scénario du rédacteur original du jeu[18]. Le remake est édité au Japon en 2012. Il faudra cependant attendre une republication mondiale sur PlayStation Network (PSN) en 2013 pour le trouver en Amérique et en Europe[18],[19]. L'histoire se déroule peu de temps après la fin de Innocent Sin, où Maya Amano, un personnage secondaire du jeu précédent, est confrontée à une menace similaire à celle traversée par Tatsuya[20].
- Shin Megami Tensei: Persona 3 est le quatrième jeu de la série. Développé pour PlayStation 2, il sort au Japon en 2006, en Amérique du Nord en 2007 et en Europe en 2008[2],[21],[22]. L'extension Persona 3 FES, ajoutant diverses fonctions ainsi qu'un épilogue, est commercialisée au Japon en 2007 ainsi qu'en Amérique et en Europe en 2008[23]. Le contenu principal de l'extension est porté sur PSP sous le nom Persona 3 Portable. Cette dernière comporte quelques améliorations comme l'ajout d'un personnage jouable féminin ainsi que la possibilité de contrôler tous les personnages dans la bataille. Certains contenus sont ajustés ou supprimés pour rendre le jeu compatible sur plateformes portables[24],[25]. L'histoire relate l'aventure d'un groupe d'élèves connu sous le nom de « SEES » qui combat des monstres apparaissant durant la « Dark Hour » dans la ville d'Iwatodai[26].
- Shin Megami Tensei: Persona 4 est le cinquième jeu de la série publié sur PS2 au Japon et en Amérique en 2008, suivi d'une commercialisation en Europe en 2009[27]. Le succès de Persona 3 Portable inspire à la création d'une version portable pour ce quatrième jeu. Adapter le contenu sur PSP menant à la suppression de trop de contenus, le développement sur PlayStation Vita est préféré car il permet de nouvelles fonctionnalités et contenus. Cette version est intitulée Persona 4 Golden[25]. L'histoire se déroule dans la ville rurale d'Inaba, où un groupe d'élèves enquête sur des meurtres en série liés à un royaume connu sous le nom de Midnight Channel[28].
- Persona 5 est le sixième jeu de la série édité sur PlayStation 3 et PlayStation 4. Il est commercialisé au Japon en 2016, puis en Amérique du Nord et en Europe en 2017[2],[29]. Le jeu se déroule à Tokyo et présente un groupe d'élèves qui adopte des tactiques de voleurs pour s'attaquer à la corruption de la ville et se libérer des pressions imposées par la société[30],[31].

### Spin-offs
Persona 3 dispose d'un jeu en ligne spin-off disponible uniquement au Japon et intitulé Persona 3: The Night Before. Ce jeu, comme dans l’œuvre originale, suit un cycle d'activités diurnes et de combats nocturnes, avec un joueur choisi pour être le chef du groupe chaque nuit. Après sa fermeture en 2008, un nouveau jeu par navigateur en free-to-play nommé Persona Ain Soph est proposé la même année ; le Gameplay s'est concentré sur les joueurs qui fusionnent les Personas et se confrontent à une menace connue sous le nom de Qliphoth. Restant limité au Japon, il ferme à son tour en juin 2010,. Le jeu de combat Persona 4: Arena, qui est la suite de Persona 4, apparaît dans les salles d'arcade japonaises en 2012. Des versions console sont publiées en 2012 au Japon et en Amérique du Nord, puis en Europe en 2013,,. Persona 4 Arena Ultimax, qui est la suite du jeu de combat, est distribué de manière similaire dans les salles d'arcade japonaises en 2013 avant d'être vendu à l'international en 2014 sur consoles,,. Le spin-off indépendant Persona Q: Shadow of the Labyrinth sur Nintendo 3DS est commercialisé à l'international en 2014 ; il reprend le casting complet des personnages de Persona 3 et 4 et est considéré par Atlus comme une entrée officielle dans le canon de la série Persona. Une suite basée sur Persona 5 intitulée Persona Q2: New Cinema Labyrinth est sortie sur Nintendo 3DS en 2018 au Japon et en 2019 en Europe et en Amérique du Nord,,. Le jeu de rythme Persona 4: Dancing All Night se déroulant après les évènements de Persona 4 Arena Ultimax est commercialisé à l'international en 2015,,. Deux autres jeux de rythme, Persona 3: Dancing in Moonlight et Persona 5: Dancing in Starlight, sont sortis en 2018 sur PlayStation 4 et PlayStation Vita. Persona 5 a également ses spin-offs, à commencer par Persona 5 Strikers, un muso développé conjointement avec Omega Force et Koei Tecmo, sorti en 2020 au Japon et en 2021 dans le reste du monde, sur PlayStation 4, Nintendo Switch et PC. Il y a aussi la version tactical RPG avec Persona 5 Tactica, sortie le 17 novembre 2023 sur tous les supports et le Game Pass.
Plusieurs jeux mobiles Persona sont réalisés en partenariat avec d'autres sociétés de mobiles japonaises comme Bbmf. Leur premier partenariat a lieu en 2006 avec le développement et la diffusion de Megami Ibunroku Persona: Chapter of the Foreign Tower of Emptiness , un dungeon crawler 3D reprenant l'environnement du premier jeu Persona. L'entreprise collabore également pour produire deux autres jeux mobiles basés sur les jeux Persona 2 : Persona 2: Innocent Sin - Lost Memories en 2007, et Persona 2: Eternal Punishment - Infinity Mask en 2009. Les deux jeux reprennent les fonctionnalités de base du jeu original tout en l'adaptant pour téléphone portable,. Beaucoup de spin-offs pour mobiles sont liés à Persona 3 : Persona 3 Em est un jeu RPG présentant une histoire parallèle, Aegis: The First Mission est un jeu d'action qui est une préquelle se déroulant dix ans auparavant, et Persona 3 Social est une version alternative présentant des personnages différents. Plusieurs jeux de puzzle sur le thème de Persona 3 sont également développés,,,,,. Le jeu RPG mobile jouable en ligne Persona Mobile Online se déroulant aux alentours du lycée dans Persona 3 est commercialisé en 2009. Persona 4 reçoit également spin-off pour mobile sous la forme d'un jeu de cartes intitulé Persona 4 The Card Battle,.

## Éléments communs

### Système de jeu
Le gameplay de la série Persona consiste en des combats contre différents types d'ennemis : les démons, les ombres et les Personas,,,. Les principaux combats se déroulent par l'intermédiaire de l'exploration de donjons, disséminés à divers endroits. Le gameplay de Persona et Persona 2 intègre un système de rencontres aléatoires, puis à partir de Persona 3, le joueur doit toucher les personnages représentant des groupes d'ennemis pour initier les combats. Les batailles se déroulent au tour par tour, chaque partie attaquant le camp opposé à tour de rôle. Les actions disponibles durant un combat incluent les attaques physiques de courte portée ou de longue portée via des projectiles, les attaques magiques, l'utilisation d'objets, se mettre en position de garde, et sous certaines conditions prendre la fuite. Pendant la bataille, les deux camps peuvent viser les points faibles de l'ennemi, ce qui inflige plus de dégâts que les autres attaques,,,,. À partir de Persona 3, le fait de donner un coup critique accorde au personnage un tour supplémentaire. Si tous les ennemis sont abattus par des coups critiques, le camp peut effectuer une « All Out Attack » où tous les membres du groupe attaquent ensemble et causent des dégâts élevés. Chaque membre du groupe est contrôlé manuellement par le joueur dans tous les jeux de la franchise excepté dans Persona 3 où tous les personnages sauf le personnage principal sont contrôlés grâce à une intelligence artificielle. Le gameplay principal reste cohérent dans tous les jeux de la série,,,,,.
Chaque jeu Persona inclut également un élément unique. Dans Persona, les combats se déroulent sur des champs de bataille basés sur un quadrillage déterminant les mouvements des individus en fonction de leur emplacement. Ce système est abandonné pour les jeux de Persona 2, où le groupe peut se déplacer librement sur le champ de bataille, avec la possibilité de lui attribuer un ensemble de mouvements modifiables via le menu pendant et entre les combats,. Dans Persona et Persona 3, il existe un lien entre les phases lunaires et le gameplay, la progression du temps ou l'intrigue du jeu. Dans Persona 4, ce sont les changements climatiques qui affectent le comportement de l'ennemi,,. Persona 5 introduit des éléments spécifiques aux jeux de plates-formes ou d'infiltration lors de l'exploration des donjons,,. L'attaque Assaut général peut être utilisée durant la session Braquage qui se déclenche une fois tous les ennemis neutralisés.

### Personae
Un aspect central de la série est les Personae, qui sont les manifestations de la psyché d'une personne. Beaucoup de Personas utilisés dans Persona 3 s'inspirent de la mythologie gréco-romaine. Pour Persona 4, ils proviennent de la mythologie japonaise,. Dans Persona 5, ils sont inspirés de hors-la-loi célèbres, réels ou de fiction. Le rituel d'invocation des Personas varie durant la série. Dans les premiers jeux, le groupe gagne cette capacité après avoir joué à un jeu de société ; dans Persona 3, les personnages doivent viser leur tête puis tirer avec un « Evoker », un dispositif ressemblant à une arme à feu ; dans Persona 4, l'invocation s'effectue grâce à des cartes de tarot ; dans Persona 5, le rituel se produit via le masque du personnage,.
Les Personae sont utilisés pour lancer des attaques physiques et magiques, ainsi que soigner ou guérir. Ils peuvent également infliger des avantages ou pénalités,,,,,. Dans tous les jeux de la série, tous les personnages jouables débutent avec un Persona initial, lequel évolue grâce à des événements basés sur l'histoire ou son utilisation pendant le combat,,. Dans plusieurs jeux de la série, au moins deux Personas peuvent être invoqués d'un coup afin de pouvoir effectuer un puissant sort de fusion,,. Depuis Persona 3, seul le personnage principal peut manier ou changer entre plusieurs Personas ; les autres personnages utilisent un seul Persona,. Au cours du jeu, le joueur acquiert plus de Personas à travers un système de cartes de compétences, représenté par les Arcanes majeurs dans le jeu de tarot. Chaque carte de compétence représente une famille de Persona différente qui possède donc des capacités spécifiques inhérentes à cette famille. Plusieurs Personae peuvent être fusionnés pour n'en former qu'un seul qui hérite de capacités améliorées : ces fusions qui étaient limitées à deux Personas dans Persona 2 passent jusqu'à douze possibles dans Persona 4,,,,,. Chaque personnage important a son affinité avec un arcane . Dès Persona 3, le personnage principal de chaque jeu possède la capacité connue sous le nom de « Wild Card », son affinité avec l'arcane du Mat lui permettant d'invoquer des Personas provenant de tous types d'arcanes .

## Liens sociaux et négociation
Le système de liens sociaux, introduit dans Persona 3, est une forme d'interaction entre le personnage et le Persona. Durant son temps libre hors des combats, le personnage principal peut interagir et augmenter un lien social pour un arcane particulier, qui agit comme un système indépendant de croissance pour les Personas de cette famille. Lorsque le lien social entre le protagoniste et le Persona se développe, son rang augmente et les Personas les plus puissants liés à la famille concernée par le lien peuvent être invoqués et fusionnés,. Les capacités scolaires ainsi que les aptitudes sociales du personnage principal peuvent également être utilisées pour améliorer les capacités des Personas,. Une version évoluée de ce système apparait dans Persona 5, où elle continue de se baser sur les relations personnelles et les avantages qui sont donc accordés dans le Gameplay du jeu. Elle est nommée « Coopération »,.
Dans Persona et Persona 2, il existe un mécanisme de négociation provenant de la franchise mère Megami Tensei, dans lequel les personnages jouables peuvent parler avec les ennemis et ainsi provoquer certaines actions en fonction de leurs choix de dialogue. Certaines réponses peuvent permettre l'obtention de cartes de compétences nécessaires à la création de nouveaux Personas,. Le système de négociation est retiré dans Persona 3 et 4, bien que le personnel d'Atlus considère que le système de liens sociaux et les aspects de la fusion des Personas ne sont qu'une version « déguisée » de ce mécanisme. La négociation fait son retour dans Persona 5. En effet, il devient possible de convaincre une ombre d'intégrer le groupe en tant que nouveau Persona si la négociation réussit lors de la session Braquage, qui dispose alors d'une place dans la liste des personnages disponibles pour le joueur ainsi qu'un niveau d'expérience approprié,.

## Cadre et thèmes
La série Persona se déroule dans un Japon moderne et se concentre presque toujours sur un groupe de lycéens, excepté pour Eternal Punishment qui se focalise sur un groupe d'adultes,. Le cadre se base sur la fantasy urbaine avec des évènements extraordinaires se déroulant dans des endroits normalement normaux. L'environnement typique est une ville, avec une exception notable pour Persona 4 avec sa commune rurale. Bien qu'ils soient généralement des titres autonomes qui ne partagent que des éléments thématiques, les jeux Persona partagent une continuité, avec des éléments de titres précédents qui apparaissent dans les versions ultérieures,. Persona et Persona 2 partagent des éléments narratifs qui se concluent avec Eternal Punishment, de sorte que Persona 3 débute une nouvelle histoire avec des personnages différents. Le premier jeu de la série, Persona, se déroule en 1996. Il est ensuite suivi des événements d'Innocent Sin et Eternal Punishment en 1999. À la fin de Innocent Sin, les personnages principaux réécrivent les événements pour éviter la destruction de la Terre, créant ainsi la réalité de la punition éternelle qui devient un monde parallèle isolé. Dès Persona 3, les jeux mettent en scène cette réalité,. Persona 3 se déroule en 2009-2010 et Persona 4 deux ans plus tard en 2011-2012. Les jeux Persona 4 Arena et Dancing All Night se déroulent dans les mois suivant Persona 4,,. Persona Q se déroule dans un monde indépendant où les personnages de Persona 3 et 4 sont arrachés de leurs périodes respectives. En revanche, Persona 5 se déroule à une date indéterminée, appelée « 20XX » dans le jeu.
L'inconscient collectif est un concept central de la série apparaissant sous la forme d'un lieu généré par les cœurs de l'humanité et où les Personas sont nés,. Selon le livre officiel Persona Club P3, l'inconscient collectif a été généré par la vie primitive terrestre comme un moyen de contenir l'essence spirituelle de Nyx, un extraterrestre dont la présence entraînerait la mort de toute vie sur Terre. Son corps a été endommagé par l'impact et est devenu la lune, tandis que sa psyché est restée à la surface puis scellée au cœur de l'inconscient collectif. Les fragments de la psyché de Nyx, connus sous le nom d'« ombres », sont à la fois une menace et une part cruciale de l'existence de l'humanité. Pour mieux se défendre contre les ombres hostiles, les gens ont créé des divinités qui existent dans l'inconscient collectif, dont beaucoup se manifestent sous forme de Personas. Nyx est un antagoniste apparaissant dans Persona 3. Les principaux donjons dans chaque jeu (tels que « Tartarus » dans Persona 3 et le « Palais » dans Persona 5) sont générés grâce aux souhaits latents ou aux angoisses des humains, et sont généralement récupérés par une force tierce pour leurs propres intérêts. Un emplacement récurrent est la Salle de Velours, un lieu entre la réalité et l'inconscient collectif créé par Philemon et qui change de forme selon la psyché de son invité actuel. Ses habitants, en particulier un vieillard énigmatique appelé Igor, aident les personnages principaux à s'entraîner afin de développer les capacités de leur Persona,,.
Le personnage principal de chaque jeu Persona est un héros muet et personnage joueur, décrit par le réalisateur de la série comme étant « silencieux et cool ». Lorsque le scénariste a souhaité ajouter un dialogue parlé pour le nouveau contenu de l'histoire de la version PSP de Eternal Punishment, il y a eu un veto, puisque cela va à l'encontre de la tradition de la série. Deux personnages récurrents générés par l'inconscient collectif sont Philemon et Nyarlathotep, représentant respectivement les traits positifs et négatifs de l'humanité. Dans Innocent Sin, les deux révèlent qu'ils sont engagés dans un concours pour déterminer par procuration si l'humanité peut embrasser ses sentiments contradictoires et trouver un but plus élevé avant de s'autodétruire. Philemon fait des apparitions dans les jeux Persona postérieurs sous la forme d'un papillon bleu,. Beaucoup des principaux antagonistes de la série sont des personnifications de la mort générées par le subconscient humain. Les thèmes centraux de la série Persona sont l'exploration de la psyché humaine et les personnages principaux qui découvrent leur véritable « moi ». Les histoires se concentrent généralement sur les relations interpersonnelles et les psychologies du casting principal. Il y a aussi une focalisation sous-jacente sur « l'âme humaine ».
Beaucoup de concepts et de personnages de la série (Personas, ombres, Philemon) utilisent la psychologie analytique et les archétypes. Parmi les motifs récurrents, on peut citer les « masques » que les gens utilisent dans la vie quotidienne et qui les lient à leur Personas. Cela est exprimé plus explicitement dans Persona 5 avec l'utilisation de masques par le groupe de lycéens pour leurs tenues de voleurs,. La double vie des personnages principaux est directement inspirée de ces thèmes. Chaque jeu comprend également des thèmes et des motifs spécifiques. Persona 2 se concentre sur l'effet des rumeurs sur le tissu de la réalité (désigné par les développeurs comme « le pouvoir des Kotodama ») ; Persona 3 emploie des sujets impliquant la dépression et la « noirceur » des gens ; Persona 4 s'intéresse sur la façon dont les ragots et les médias influent sur les opinions des autres ; et Persona 5 montre comment les personnages principaux recherchent la liberté personnelle dans une société moderne restrictive,,. Un élément récurrent dans les jeux de la série est Le rêve du papillon, une fable célèbre du philosophe chinois Zhuang Zhou, tirée de son œuvre le Zhuangzi. Il s'inscrit en effet dans les thèmes de la série et via les apparitions fréquentes de Philemon sous forme de papillon. L'apparence originale de Philemon est basée sur Zhuang Zhou. Nyarlathotep est basé sur le personnage du même nom apparaissant dans le mythe de Cthulhu, un monde imaginaire de Howard Phillips Lovecraft. Beaucoup de références à ce monde sont présentes dans Persona 2,. La Salle de Velours est basée sur le Black Lodge de la série Twin Peaks. Igor et les autres assistants de la Salle de Velours sont tous inspirés de l'univers du roman Frankenstein de Mary Shelley.

## Développement
La série Persona est conçue après la sortie de Shin Megami Tensei if... pour Super Nintendo. Le contexte scolaire de If... ayant été positivement reçu, Atlus décide de créer une sous-série consacrée aux luttes intérieures des jeunes adultes. L'accent mis sur la vie lycéenne est notamment décidé en raison des expériences des créateurs de la série, Kouji Okada et Kazuma Kaneko : selon eux, comme presque tout le monde a mené une vie scolaire à un certain moment de sa vie, c'est une période à laquelle tout le monde peut se rapporter comme représentant un temps d'apprentissage et de liberté personnelle. D'après eux, cette approche permet aux joueurs d'accepter les thèmes de la série ainsi que la variété des idées incluses dans chaque jeu. Kaneko en particulier a essayé de recréer ses expériences et l'impact que cela a eu sur lui à travers cette série. Le but recherché pour le premier jeu est de faire un titre Megami Tensei plus accessible aux joueurs nouveaux ou occasionnels. L'abondance des jeux occasionnels sur PlayStation a renforcé cette décision,. Le titre du jeu initialement prévu est Megami Ibunroku et devait être présenté comme un spin-off direct de la série avant d'être abandonné au profit de Persona défini en tant que série indépendante. Après le succès de Persona, le développement d'Innocent Sin commence avec plusieurs membres de l'équipe originale. Durant la rédaction de Innocent Sin, il est décidé que le monde de Persona 2 avait besoin d'une perspective différente de celle du protagoniste actuel, ce que pose les bases pour Eternal Punishment,. À la suite de cela, la série Persona fait une pause bien que d'autres projets comme Shin Megami Tensei: Nocturne soient toujours développés.
Le concept de Persona 3 est soumis à Atlus en 2003 par Katsura Hashino qui a déjà travaillé en tant que designer pour de nombreux jeux Megami Tensei et en tant que réalisateur de Nocturne. Ayant obtenu l'approbation d'Atlus, le développement débute la même année après l'achèvement de Nocturne et de la bilogie Shin Megami Tensei: Digital Devil Saga,,. Persona 3 permet à Atlus d'étendre sa base de joueurs en Occident. Malgré l'idée de faire un jeu Persona 4, le développement officiel de ce dernier n'a commencé qu'après la sortie de Persona 3. Les préparations pour le développement de Persona 5 débutent en 2010. L'équipe décide alors de passer à des thèmes d'histoire plus difficiles, en affirmant que le changement serait plus drastique que pour Persona 3,. Persona 4 Arena et sa suite sont les premiers projets collaboratifs non RPG de la série : son succès a inspiré la création de Persona Q et Dancing All Night,. À partir de Persona 3, une équipe dédiée nommée « 2e département de production créative » traite le développement de la série. L'équipe a ensuite été baptisée « P-Studio »,,. Mis à part Atlus, d'autres développeurs ont contribué au développement des jeux de la série Persona. Pendant la phase de pré-production de Persona 4 Arena, Hashino a approché Arc System Works après avoir été impressionné par leur travail sur la série BlazBlue. Pour Dancing All Night, le développement était initialement dirigé par Dingo, connu pour la série Hatsune Miku: Project DIVA. Invoquant des préoccupations de qualité, Atlus a repris le développement.

### Art design

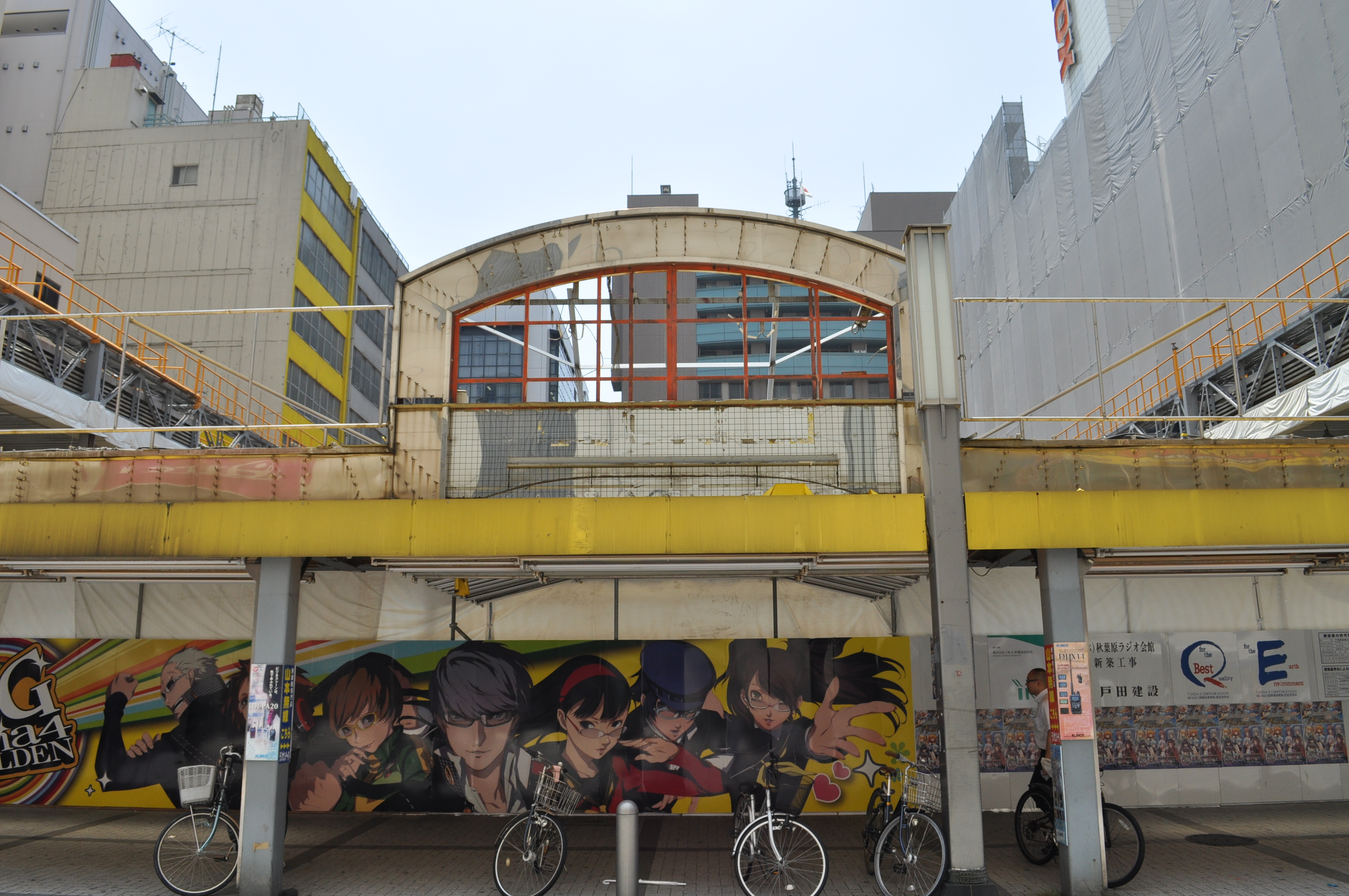
Graffiti représentant des personnages de la série.

Les deux artistes dessinant les personnages pour la série sont Kazuma Kaneko, un artiste central de la série principale Megami Tensei qui a conçu les personnages des trois premiers jeux, et Shigenori Soejima qui a travaillé en tant que soutien pour ces premiers jeux avant de prendre la place de Kaneko à partir de Persona 3,,,. Lors de la conception des Personas, Kaneko est inspiré par plusieurs personnalités remarquables et personnages fictifs de l'époque, ainsi que par des membres du personnel d'Atlus. Dans Persona et Innocent Sin, les personnages principaux portent tous les mêmes uniformes scolaires, alors Kaneko les a différenciés en utilisant des accessoires,. Le groupe étant adulte dans Eternal Punishment, Kaneko doit repenser sa procédure de conception. Finalement, il a adopté le concept d'adultes ordinaires et leur a donné des dessins qui se démarqueront dans le jeu.
Le premier travail majeur de Soejima pour la série est de dessiner les personnages secondaires de Persona 2 aux côtés de Kaneko. Kaneko nomme Soejima responsable de la direction artistique de la série après Persona 2 car il ne souhaite pas ancrer son style de dessin dans la franchise et veut également que Soejima acquiert de l'expérience. Soejima ressent une certaine pression quand il a reçu son nouveau rôle, car la série a obtenu une notoriété lorsque Kaneko était au poste. Dans une interview, Soejima déclare que bien qu'il respecte et admire Kaneko, il n'imite jamais consciemment le travail de ce dernier et cherche à plaire aux fans de la série en abordant les conceptions de personnages avec l'idée de créer quelque chose de nouveau plutôt que de se référer au travail de Kaneko. Pour la conception de ses personnages, Soejima s'inspire de personnes réelles qu'il a rencontrées ou vues, en regardant ce que leur apparence suggère à propos de leur personnalité. Si ses dessins sont trop proches des gens qu'il a vus, il fait un croquis approximatif tout en gardant la personnalité de la personne à l'esprit. Soejima utilise pour la première fois un style chibi pour Persona Q en raison de ses liens avec la série Etrian Odyssey, il prend également en compte ce que les fans ressentent à propos des personnages. Une partie cruciale de sa technique de conception consiste à trouver et ajuster les caractéristiques spécifiques d'un personnage afin qu'il reste reconnaissable après la refonte,. À partir de Persona 3, chaque jeu utilise une couleur principale spécifique destinée à montrer l'ambiance de ce dernier. C'est l'une des premières décisions artistiques prise par l'équipe : Persona 3 a une atmosphère sombre et des personnages sérieux, le bleu est donc choisi comme couleur principale afin de refléter ces éléments et le contexte urbain. En revanche, Personna 4 qui a un ton et des personnages plus légers tout en mettant en scène un mystère autour de meurtres, utilise la couleur jaune afin de représenter à la fois les tons plus légers, pour rappeler les zones rurales, et pour évoquer un signal d'avertissement, de danger. Selon Soejima, le bleu est la « couleur de l'adolescence », et le jaune la « couleur du bonheur ». Le rouge est la couleur choisie pour Persona 5 pour renvoyer une atmosphère rude, contrairement aux précédents jeux de la série et pour s'accorder avec les thèmes de l'histoire du jeu. Son style d'art est décrit comme une évolution naturelle qui s'est achevée à partir de Persona 4,.

### Musique
La musique de la série Persona est produite par plusieurs compositeurs dont Shoji Meguro qui est le plus associé à la série. Il commence à travailler sur Persona peu de temps après son arrivée à Atlus au milieu des années 1990. Sa première composition pour le jeu est Aria of the Soul, le thème de la Salle de Velours qui devient un morceau récurrent dans la série,,. Au cours de son travail initial sur la série, Meguro se sentait restreint par l'espace de stockage limité de la carte mémoire PlayStation. Il n'a pu exprimer pleinement son style musical qu'à partir de Persona 3 qui permet du streaming audio grâce à l'augmentation de la mémoire. Son principal souci pour sa musique dans Persona 3 et 4 concerne la prononciation des chanteurs sur les paroles anglaises. Il n'est pas capable de travailler sur les jeux de Persona 2 car il était occupé sur d'autres projets, dont Maken X. La musique pour Innocent Sin et Eternal Punishment est composée par Toshiko Tasaki, Kenichi Tsuchiya et Masaki Kurokawa. Tsuchiya avait à l'origine effectué un travail mineur sur Persona, il trouve que la composition pour les deux jeux de Persona 2 est une expérience ardue,,. Meguro retourne au travail sur la série avec Persona 5. Pour ce jeu, Meguro utilise ses thèmes pour l'inspiration et adapte avec des éléments d'acid jazz pour obtenir le bon esprit. Meguro écrit également l'indicatif musical de Persona Q, tandis que le reste de la bande sonore est composée par Atsushi Kitajoh et Toshiki Konishi.

## Commercialisation

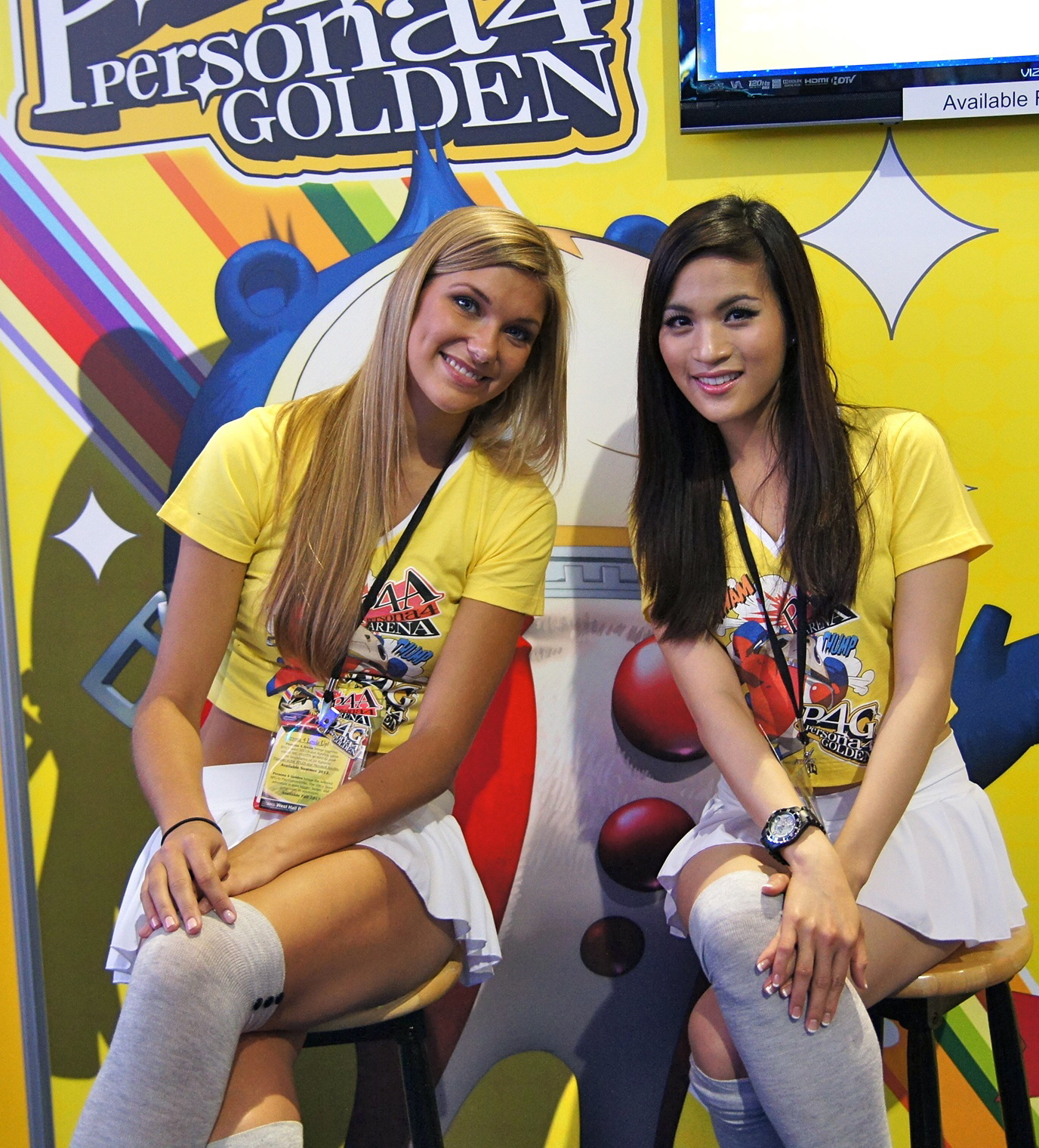
Atlus USA faisant la promotion de leur jeu Persona 4 Golden lors de la Electronic Entertainment Expo de 2012.

La série est constituée de dix jeux, sans compter les rééditions et les jeux pour mobiles. Persona est le premier jeu de rôle de la franchise Megami Tensei à être diffusé en Occident, les jeux précédents étant considérés comme inéligibles en raison de contenus potentiellement controversés. Ces contenus étant moins présents dans Persona, les restrictions ne s'appliquent pas,. Selon Atlus, Persona et sa suite ont permis de tester les réactions des joueurs occidentaux à la série Megami Tensei. La plupart des jeux sont lancés, parfois exclusivement, pour les plateformes PlayStation. Cette tendance est rompue avec la sortie de Persona Q pour 3DS en 2014. Tous les jeux Personas sont publiés par Atlus au Japon et en Amérique du Nord. Le portage Windows de Persona au Japon fait cependant exception, étant publié par ASCII Corporation. Après 2016, en raison de la fusion d'Atlus USA avec Sega of America, Sega a repris les fonctions d'édition nord-américaines, bien que la marque Atlus reste intacte.
L'entreprise n'ayant pas de filière européenne, Atlus confie généralement des tâches d'éditions à des éditeurs tiers comprenant des succursales dans le continent. Cela se traduit souvent par un écart entre les dates de sortie entre l'Amérique du Nord et l'Europe allant de quelques mois à un an, voire plus,,. Pour Persona 3 et Persona 4, Atlus confie ces tâches respectivement à Koei et Square Enix. Après un long délai, Zen United publie en Europe Persona 4 Arena, avant de devoir retirer ce jeu sur PSN, les droits numériques ayant finalement été retournés à Atlus. Atlus finit par republier la version numérique PlayStation en Europe après avoir publié numériquement le portage PSP de Persona en Europe et en Australie. Arena Ultimax est publié en Europe par Sega, qui avait alors récemment acheté la société mère d'Atlus. Cela a mené à une spéculation indiquant que cela pourrait conduire à une nouvelle tendance qui réduirait l'écart des sorties entre l'Amérique du Nord et l'Europe. Ghostlight est un partenaire d'édition régulier d'Atlus dont les relations remontent à la sortie européenne de Nocturne,. Nippon Ichi Software (NIS) est un autre partenaire plus récent qui a édité Persona 4 Golden, Persona Q, et Dancing All Night,,. Le partenariat d'Atlus avec NIS America se termine en 2016, cette dernière invoquant des difficultés avec la société depuis son acquisition par Sega pour justifier cette scission. En effet, NIS America affirme qu'Atlus est devenue « très pointilleux » concernant les partenaires européens en sélectionnant ceux qui pourraient garantir un nombre minimal de ventes le plus important sur leurs produits. Sega of America et Atlus USA ont finalement conclu un partenariat avec la société européenne d'édition Deep Silver pour publier plusieurs jeux dans la région, dont Persona 5.

### Traductions
Les traductions de la série Persona sont généralement traitées par le traducteur Yu Namba d'Atlus USA, qui s'occupe également de plusieurs autres jeux de la série Megami Tensei,. Nich Maragos est un autre membre important du personnel qui a travaillé avec Namba sur plusieurs jeux Persona avant son arrivée à Nintendo of America,. La traduction de Persona est prise en charge par une petite équipe subissant beaucoup de pressions, vu la nécessité d'adapter le jeu pour un public occidental : les modifications apportées incluent la modification des noms, de l'apparence des personnages et l'élimination de nombreuses références culturelles. Une quête principale alternative est entièrement retirée,,. Après Persona, il est décidé que les futurs jeux de la série devraient être aussi fidèles que possible à leurs versions initiales.
Pour les traductions de Persona 3 et 4, l'équipe incorpore le plus de contenu original possible et conserve sans adapter les termes honorifiques japonais ou le Yen, la monnaie officielle du Japon. Elle intègre en règle générale les éléments culturels des versions originales, excepté s'ils ne peuvent pas être compris par le joueur étranger, par exemple avec certaines blagues. Néanmoins, des modifications ont dû être apportées. Le personnage Mitsuru Kirijo, qui utilise des termes anglophones dans la version japonaise, emploie des termes francophones dans la version traduite afin de renforcer son apparence cultivée. Les examens scolaires sont également modifiés en raison de problèmes linguistiques similaires. Les liens sociaux devaient à l'origine être appelés  « Community » , mais cela est changé car ce terme possède une signification très spécifique en anglais. Le nouveau nom est inspiré par la façon dont le personnage Igor fait référence au concept à l'aide de mots tels que « société » ou « liens ». Quelques références présentes dans les easter egg sont changés : dans Persona 3, les références à Shin Megami Tensei par un personnage présent dans un MMORPG du jeu sont modifiés pour référencer les jeux Persona précédents, tandis que les mentions d'un détective fictif dans Persona 4 sont modifiées pour faire référence à la famille Kuzunoha de Eternal Punishment et de la série Devil Summoner. Les noms des personnages ont également nécessité quelques ajustements. Ainsi le nom de scène de Rise Kujikawa, personnage apparaissant dans Persona 4 ou la façon dont les personnages se réfèrent entre eux sont adaptés afin d'attirer davantage un public occidental,. Il était prévu que Persona 5 soit traduit de cette façon.
Les noms des jeux sont également modifiés. Le titre principal pour Persona est passé de « Megami Ibunroku » à « Revelations », principalement parce que l'équipe trouvait ce dernier titre « cool ». La mention de « Revelations » dans le titre est retirée pour Innocent Sin et Eternal Punishment. Après la sortie réussie de Nocturne, Shin Megami Tensei est ajouté au titre de la série afin d'aider la commercialisation en Europe. Cela n'est cependant pas le cas pour certains jeux : le titre original Persona 4: The Ultimate in Mayonaka Arena étant trop difficile à prononcer, il est raccourci en Persona 4 Arena. De plus, la mention Shin Megami Tensei est abandonnée car cela aurait donné un titre trop long. Les modifications sont également apportées pour Persona 4 Golden, l'équipe abandonnant le « The » présent dans le titre japonais car cela aurait semblé étrange pour les territoires occidentaux. Persona 5 est également diffusé en Occident sans mentionner la franchise mère dans le titre.

## Réception
Entre la sortie de Persona en 1996 et 2016, la série est vendue à 6,9 millions d'exemplaires, ce qui représente une grande partie des ventes totales de la franchise Megami Tensei. Le premier Persona est décrit à l'époque comme étant un Sleeper hit, de plus le succès de ce jeu et d'Eternal Punishment permet d'aider l'installation de Megami Tensei et d'Atlus en Amérique du Nord. En Europe, la série ne s'est pas imposée avant la sortie de Persona 3 et 4, qui ont eu un succès dans la région,,. Selon le PDG d'Atlus, Naoto Hiraoka, le point crucial de la franchise fut la sortie de Persona 3, qui a obtenu un succès commercial et a attiré l'attention de la communauté de joueurs grand public. Persona 4 obtient une réception encore meilleure. Le succès de la série Persona permet à Atlus de se construire une solide base de joueurs en Occident, contribuant ainsi à la réussite d'autres jeux tels que Catherine.

### Critiques
| Jeux                          | Famitsu                  | Metacritic                                 |
| ----------------------------- | ------------------------ | ------------------------------------------ |
| Revelations: Persona          | 32/40 (PS)               | 78/100 (PS) 78/100 (PSP)                   |
| Persona 2: Innocent Sin       | 33/40 (PS) 29/40 (PSP)   | 75/100 (PSP)                               |
| Persona 2: Eternal Punishment | 32/40 (PS1) 31/40 (PSP)  | 83/100 (PS)                                |
| Shin Megami Tensei: Persona 3 | 33/40 (Org.) 32/40 (PSP) | 86/100 (P3) 89/100 (FES) 89/100 (Portable) |
| Shin Megami Tensei: Persona 4 | 33/40                    | 90/100 (P4) 93/100 (Golden)                |
| Persona 5                     | 39/40                    | 93/100 (PS4)                               |

La série Persona est désignée comme étant le spin-off le plus populaire de la franchise Megami Tensei, gagnant ainsi une notoriété et un succès à part entière,,. Selon James Whitbrook d'io9, la série est devenue remarquable en raison de son équilibre entre la vie normale et les éléments fantastiques, en faisant remarquer que « cela est beaucoup moins courant [en Occident], et que la façon dont la série dépeint la fantaisie urbaine à travers cette lentille est ce qui la rend tellement différent, surtout de ce que l'on attend normalement des RPG japonais ». Dans un article concernant la série Megami Tensei, Nintendo Power cite les « histoires d'horreur modernes » et les « équipes de lycéens japonais » comme des exemples parfaits de la franchise Persona. En 1999, Persona est mentionné par Andrew Vestal de GameSpot affirmant que le jeu mérite l'attention bien qu'il vieillisse mal, il dit en effet qu'« examiner Persona révèle trois des traits qui rendent la série si populaire - et unique - après des fans de RPG : la démonologie, la négociation et la psychologie ». Le jeu est nommé comme étant un classique culte. Persona 3 est nommé par RPGamer comme étant le plus grand RPG de la dernière décennie en 2009. RPGFan a quant à lui placé Persona 3 et 4 respectivement en deuxième et quatrième place dans une liste similaire de 2011. Gamasutra considère que Persona 3 fait partie des 20 RPG incontournable pour les joueurs du genre. Persona 4 est également classé par Famitsu comme l'un des plus grands jeux de tous les temps dans une liste de 2010.

### Ventes
En juin 2023, la série s'est écoulé à 17,7 millions de copies.
En mars 2024, Sega partage un nouveau chiffre de ventes globales de 22,6 millions d'exemplaires dans le monde, qui atteindra même 23,5 millions en novembre, bien aidé par Persona 5 (comprenant Royal, Strikers, Tactica et consorts) et ses 10 millions d'exemplaires écoulés.

### Controverses
En plus d'obtenir un succès critique, la série fait l'objet d'une controverse sur son contenu. Cette dernière commence avec le titre traduit original de Persona qui a soulevé des préoccupations en raison de ses implications religieuses. Kurt Katala, écrivant en 2006 pour 1UP.com sur le contenu controversé de la franchise Megami Tensei dans son ensemble, mentionne les références d'Innocent Sin à l'homosexualité, à la violence scolaire et au nazisme et considère que ces dernières sont des raisons possibles pour expliquer pourquoi le jeu n'a pas été commercialisé à l'origine en Europe. Dans le numéro de mars 2008 d'Electronic Gaming Monthly, Persona 3 reçoit le prix du « jeu le plus controversé qui n'a créé aucune controverse » de la part de 1UP.com qui récompensait des jeux en 2007 : le rédacteur déclare alors que le « scandale sexuel avec Hot Coffee de Rockstar Games et les baisers entre hommes de Canis Canem Edit ne sont rien face à ce jeu de rôle PS2 où les batailles sont initiées par le suicide et où des scénarios impliquent des relations amoureuses entre élèves et professeurs ». Persona 4 est examiné par de multiples sites sur sa représentation de la sexualité et de l'identité de genre,,.

## Médias liés

Logo de l'anime Persona 4: The Animation

La série Persona est adaptée en anime sous la forme d'une série télévisée intitulée Persona: Trinity Soul, diffusée en 2008. Elle est animée par A-1 Pictures, réalisée par Jun Matsumoto et la musique est composée par Taku Iwasaki. Les personnages sont conçus par Soejima et Yuriko Ishii, tandis que les Personas le sont par Nobuhiko Genma,. Elle est commercialisée à l'international par NIS America. Trinity Soul se déroule dans un univers alternatif dix ans après Persona 3, et est donc une histoire non canon de la franchise,. Persona 4: The Animation est une adaptation en anime du jeu Persona 4, diffusée en 2011. La série de 25 épisodes est produite par Anime International Company (AIC) et réalisée par Seiji Kishi,. Persona 4: The Golden Animation est une série basée sur Persona 4 Golden, et produite en 2014 par A-1 Pictures. Cette série, qui conserve la distribution de l'adaptation originale, dramatise le nouveau matériel inclus dans Persona 4 Golden, en mettant l'accent sur les rencontres du protagoniste avec Marie, un nouveau personnage,. A-1 Pictures commercialise la suite indépendante Persona 5 The Animation: The Day Breakers en septembre 2016, avant la sortie japonaise du jeu.
Un film retraçant l'anime Persona 4, intitulé Persona 4: The Animation - The Factor of Hope, est diffusé dans les salles de cinéma japonaises en 2012. Persona 3 est également adapté à travers une série de films d'animation produits par AIC, impliquant l'équipe de Persona 4: The Animation, et sont également diffusés au cinéma au Japon. Aniplex exploite la licence pour une commercialisation hors du territoire nippon,. Les quatre films, intitulés #1 Spring of Birth, #2 Midsummer Knight's Dream, #3 Falling Down, #4 Winter of Rebirth, sont diffusés entre 2013 et 2016,,,. Pour Persona 4: The Animation ainsi que pour la série de films de Persona 3, l'une des principales préoccupations est de représenter le personnage joueur qui devient alors personnage principal,.
Persona est adapté en manga dans une série de huit volumes intitulée Megami Ibunroku Persona, initialement publiée en 1996, puis rééditée en 2009. Un second manga spin-off, Persona: Tsumi to Batsu, est commercialisé au moment la sortie des jeux Persona 2. Bien qu'il se déroule dans le même contexte que les jeux, il suit une histoire indépendante. Dans sa réédition de 2011, de nouveaux éléments sont ajoutés afin de lier le manga aux événements d'Innocent Sin. Persona 3 et Persona 4 ont tous deux reçu une adaptation sous forme de mangas sérialisés chez Dengeki Maoh,,. Un autre manga basé sur Persona Q est également sérialisé : deux histoires présentes dans le jeu sont décrites via Side: P3 et Side: P4,. Plusieurs romans basés sur Persona 3 et 4 sont également publiés,,.
Trois pièces de théâtre basées sur Persona sont produites sous le nom de Persona 3 the Weird Masquerade. Elles ont eu une représentation limitée et ont connu des versions spécifiques impliquant les protagonistes masculins, puis féminins du jeu. Les trois pièces se nomment Ao no Kakusei, Gunjō no Meikyū, et Sōen Kesshō. Persona 4 est également adapté en deux pièces produites par Marvelous AQL, qui reçoivent des représentations limités en 2012 à travers Visualive et Visualive the Evolution,. Une pièce basée sur Persona 4 Arena est également jouée en décembre 2014, et une autre basée sur Persona 4 Arena Ultimax est interprétée en juillet 2016.
Atlus crée ou héberge des médias consacrés à la série Persona. Un magazine dédié est publié dont dix numéros le sont entre 2011 et 2012, avant d'être irrégulièrement relancé par la suite,. Un talk-show officiel est publié sur le site officiel de Persona et sur Niconico, Persona Stalkers Club débute en février 2014. Tenu par l'écrivain indépendant Mafia Kajita et l'actrice Tomomi Isomura, il est conçu pour approfondir le lien entre Atlus et la base de fans de la série. Des concerts de musique de la série Persona sont joués, dont certains ont reçu des communiqués commerciaux sur les médias japonais,. Des produits dérivés tels que des figurines ou des vêtements liés à Persona 3 et 4 sont également produits,,.